# Carabus granulatus
Espèce
Carabus granulatus, le carabe granuleux, est une espèce de coléoptères de la famille des carabes.

## Description

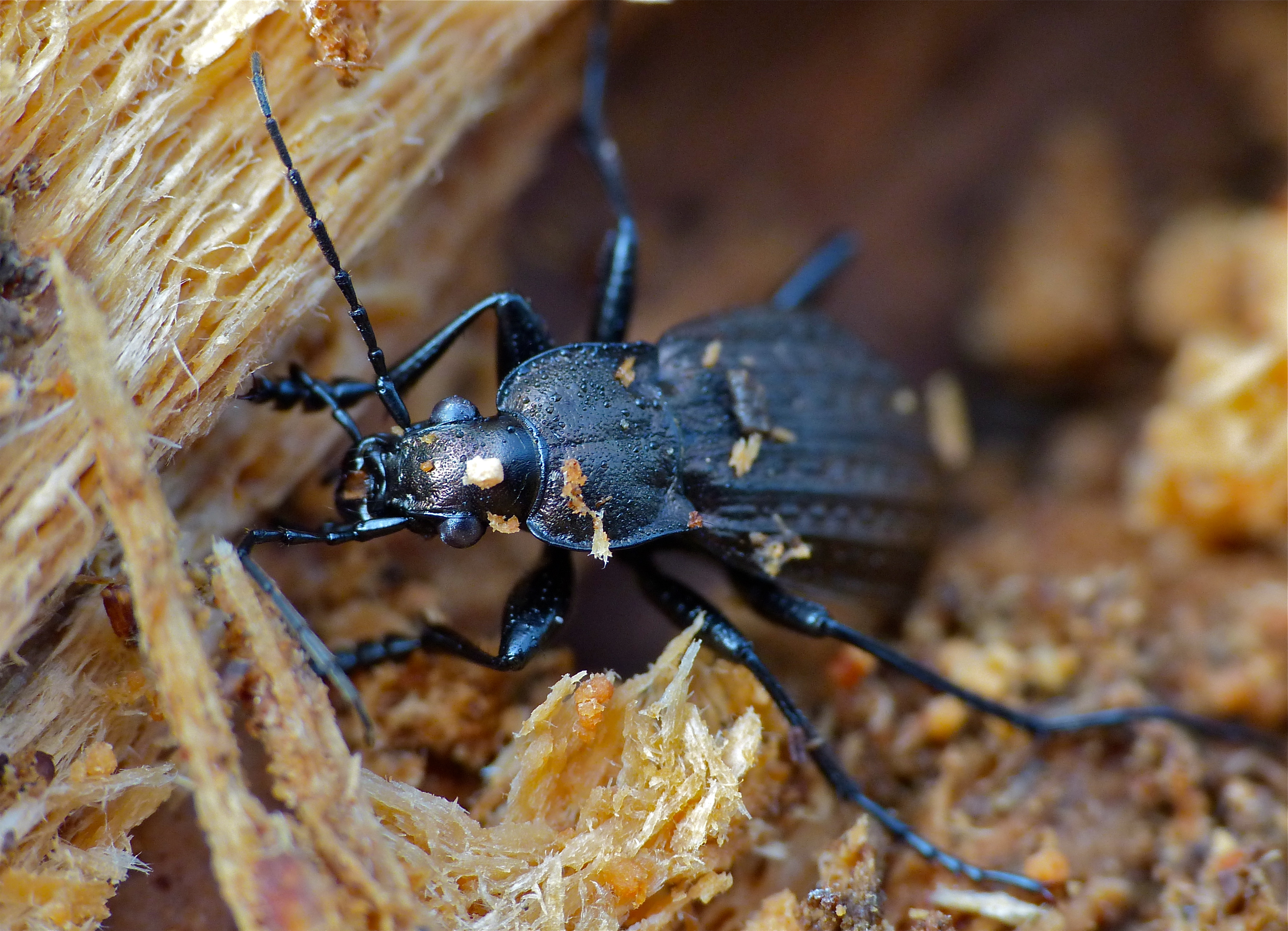
Carabe granuleux (Carabus granulatus) hibernant dans du bois mort (Forêt d'Ecouves, Orne, France).

C'est une espèce petite (taille comprise entre 14 et 20 mm), « ailée, caractérisée par un corps allongé, peu convexe, un thorax élargi. Les antennes et les pattes sont noires, le dessus de l'animal bronzé à dominante verdâtre ou brune. Les élytres sont subparallèles avec des chaînons » (rainures longitudinales avec des granules). 

## Écologie
Ce carabe est une des rares espèces de coléoptères terrestres qui n’a pas complètement perdu son aptitude au vol. Seules les formes montagnardes ont des ailes courtes. Insecte nocturne vivant au bord des eaux, dans les prés humides, il consomme des insectes, vers et escargots. Pendant la journée, il se cachent sous des écorces d'arbres (typiquement le saule) ou des cailloux.

## Liste des sous-espèces
Selon NCBI (8 janv. 2013) :
- sous-espèce Carabus granulatus granulatus
- sous-espèce Carabus granulatus leander
- sous-espèce Carabus granulatus telluris
- sous-espèce Carabus granulatus yezoensis

D'autres sous-espèces sont ou ont été reconnues :
- Carabus (Carabus) granulatus aetolicus Schaum, 1857

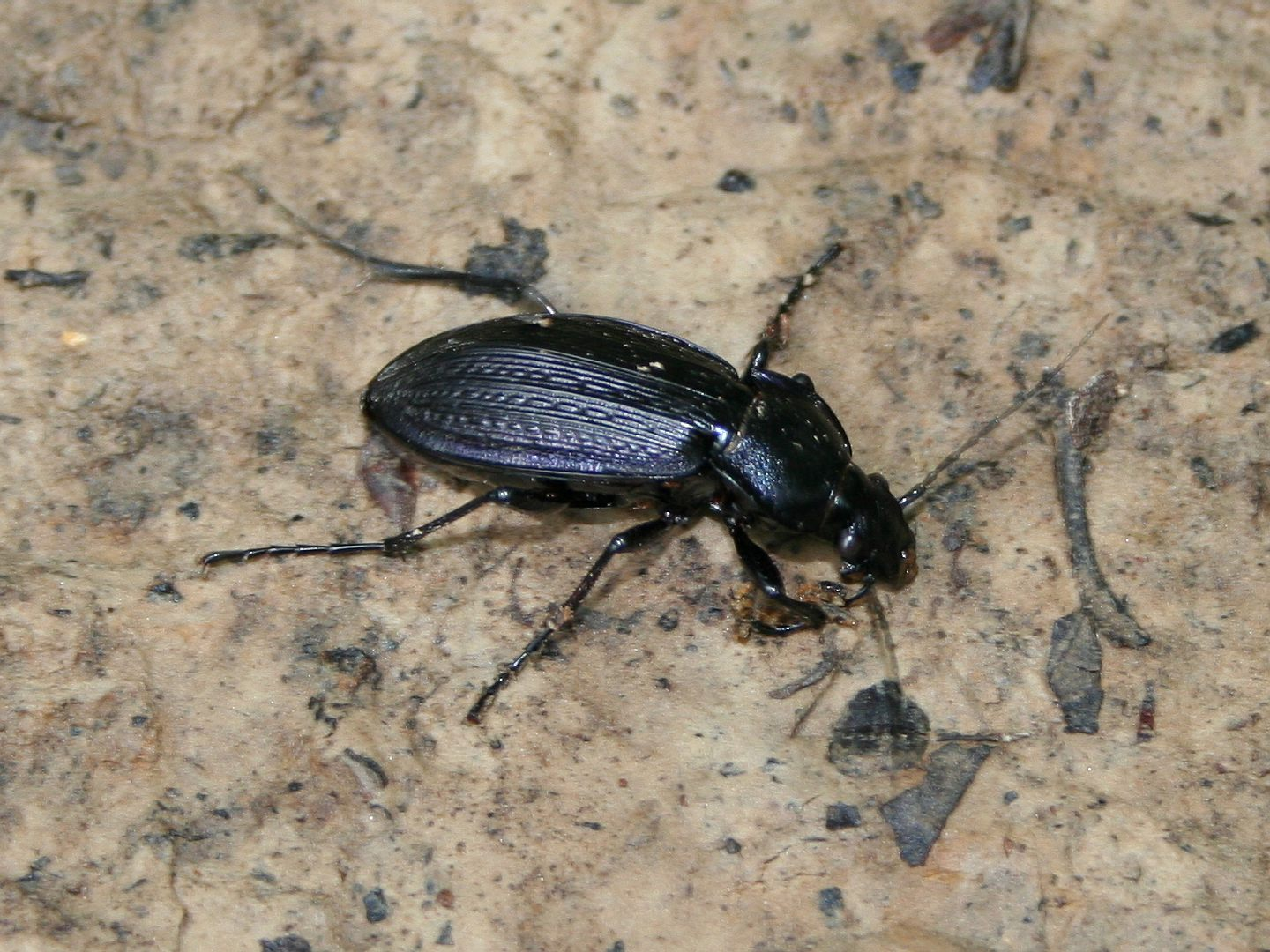

- Carabus (Carabus) granulatus calabricus Spettoli & Vigna Taglianti, 2001
- Carabus (Carabus) granulatus crimeensis Breuning, 1933
- Carabus (Carabus) granulatus duarius Fischer von Waldheim, 1844
- Carabus (Carabus) granulatus granulatus Linnaeus, 1758
- Carabus (Carabus) granulatus hibernicus Lindroth, 1956
- Carabus (Carabus) granulatus interstitialis Duftschmid, 1812